# Bulbophyllum otochilum
Bulbophyllum otochilum là một loài phong lan thuộc chi Bulbophyllum.